# Военный контингент Норвегии в Ираке
Военный контингент Норвегии в Ираке — группировка вооружённых сил Норвегии, принимавшая участие в войне в Ираке.

## История

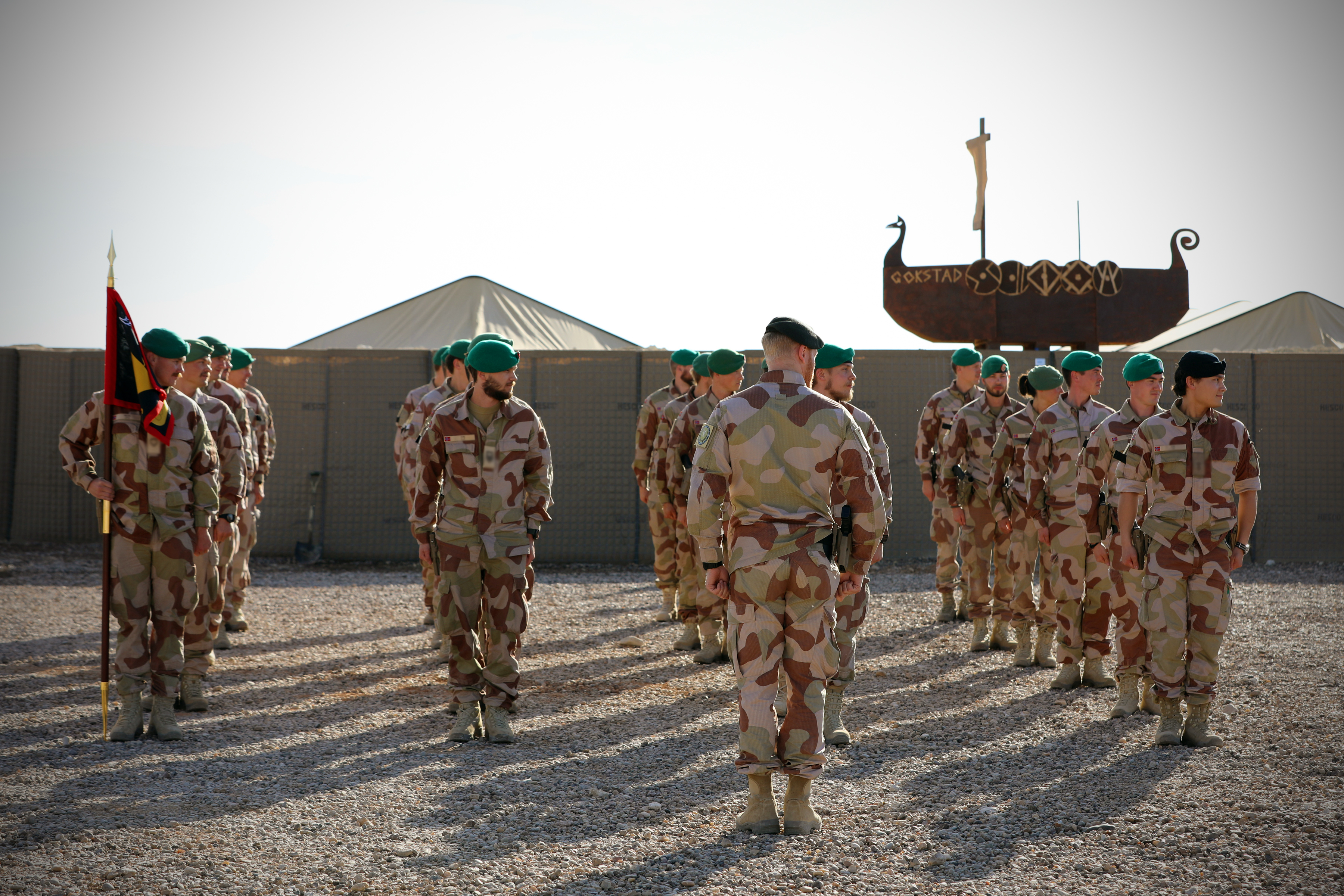
Норвежское подразделение "Task Force Vikings" на авиабазе "Аль-Асад" в Ираке, 8 февраля 2021 года

После того, как вооружённые нападения на подразделения американских и британских войск в Ираке участились, заинтересованность военно-политического руководства США в привлечении к операции в Ираке войск других стран увеличилась. В июле 2003 года правительство Норвегии направило в состав сил международной коалиции роту из 140 военнослужащих.
В течение полугода норвежские военные занимались разминированием и другими инженерными работами в районе Басры (в зоне ответственности британских войск). 5 июля 2004 года большая часть из 150 норвежских военных покинула Ирак.
14 августа 2004 года Североатлантический совет НАТО начал операцию «NATO Training Mission-Iraq», в соответствии с которой Норвегия отправила в Ирак 10 военных инструкторов и выделила 196 тыс. долларов США на финансирование программы обучения сил безопасности Ирака.
16 сентября 2006 года было принято решение о выводе оставшихся военнослужащих (в это время в Ираке оставалось инженерно-сапёрное подразделение Норвегии из 20 человек). Последние военнослужащие Норвегии покинули Ирак после вывоза военного имущества, в конце 2006 года.
15 декабря 2011 года США объявили о победе и официальном завершении Иракской войны, однако боевые действия в стране продолжались.
В июне 2014 года боевики "Исламского государства" начали масштабное наступление на севере Ирака, после чего положение в стране осложнилось. 29 июня 2014 года на занятых ИГ территориях Ирака был провозглашен халифат. 5 сентября 2014 года на саммите НАТО в Уэльсе глава государственного департамента США Джон Керри официально обратился к главам МИД и министрам обороны стран НАТО с призывом присоединиться к борьбе с ИГ. 22-23 сентября 2014 года США стали наносить авиаудары по занятым ИГ районам Ирака.
Правительство Норвегии объявило о поддержке военной операции США в Ираке и в сентябре 2014 года выделило один транспортный самолёт С-130J ВВС Норвегии для доставки гуманитарной помощи из Осло в северный Ирак, но отказалось отправить в Ирак боевые самолёты, а 30 октября 2014 года - согласилось отправить военный контингент из 120 военнослужащих (60 человек - в Багдад и 60 человек - в город Эрбиль); решение было утверждено норвежским парламентом, хотя депутаты двух партий (социалисты и центристы) выступили против.